# Nathanael (Jünger)

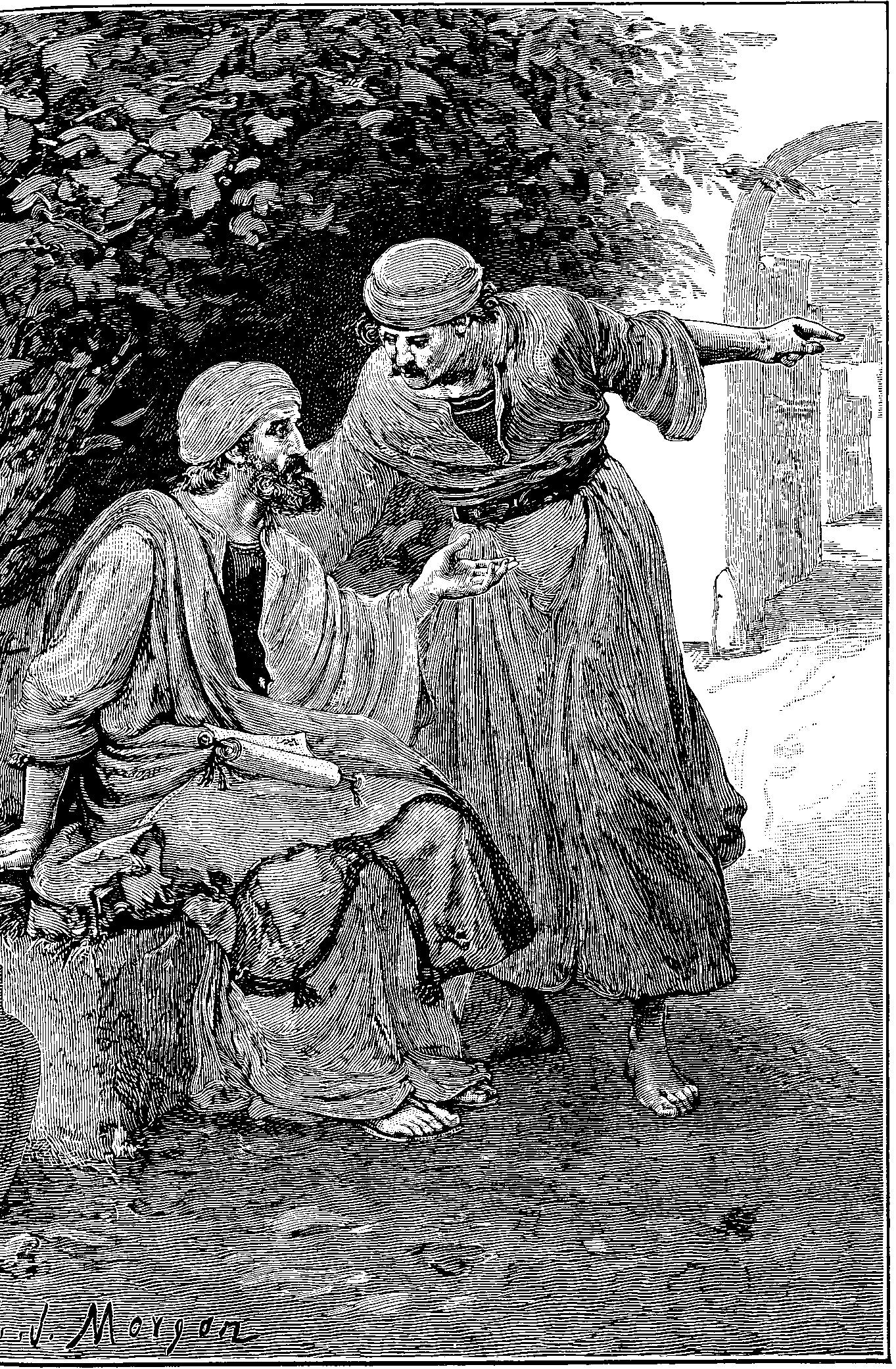
Philippus und Nathanael (Illustration von W.J. Morgan)

Im Neuen Testament ist Nathanael ein Galiläer aus Kạna (Johannes 21:2), der von Jesus als einer der ersten Jünger berufen wird (Joh 1,45-50 ). Er wird nur im Johannesevangelium erwähnt, in den übrigen Evangelien wird er als "Sohn des Tolmai" (Bartholomäus) umschrieben.
Der Name Nathanael (Ναθαναήλ) stammt aus dem Hebräischen. Netanʾel (נתנאל) bedeutet so viel wie „Gott hat gegeben“. In der Hebräischen Bibel kommen Träger dieses Namens mehrfach vor (z. B. Num 1,8; 1 Chr 2,14). Auch Flavius Josephus kennt den Namen und transkribiert ihn als Ναθανάηλος.
Häufig wird versucht, Nathanael mit einem der Zwölferjünger der synoptischen Evangelien zu identifizieren:
- In der kirchlichen Tradition wird Nathanael mit Bartholomäus aus den Apostellisten in Apg 1,13 EU und den synoptischen Evangelien identifiziert, weil er dort in Namenslisten (Mt 10,3 EU; Mk 3,18 EU; Lk 6,14 EU) auf Philippus folgt, wie bei Johannes der Name Nathanael. Bartholomäus, "Sohn des Thalmai", wäre der Vatersname, Nathanael der Eigenname. Somit wäre Nathanael Bartholomäus einer der von Jesus ausgewählten Zwölf.
- Der englische Exeget David Catchpole identifiziert Nathanael mit dem rätselhaften Lieblingsjünger, einer Hauptfigur des Johannesevangeliums, die traditionell mit dem Apostel Johannes selbst gleichgesetzt wird. Nathanaels Erwähnung zu Beginn des Evangeliums geht der Hochzeit zu Kana voraus, das in der Johannestradition als Nathanaels Heimatort betrachtet wurde.[2] In der mittelalterlichen Schriftauslegung wurde Johannes selbst als der Bräutigam angesehen, an dessen Hochzeitsfeier in Kana Jesus teilnahm.